# Väinö Kajander
Väinö Viktor Kajander (ur. 30 listopada 1893 w Elimäki, zm. 16 września 1978 w Helsinkach) – fiński zapaśnik stylu klasycznego, srebrny medalista olimpijski w zapasach na letnich igrzyskach olimpijskich z Los Angeles w kategorii do 72 kilogramów.